# تجربة بوميرانج
تجربة بوميرانج في الفيزياء (بالإنجليزية: BOOMERanG experiment)

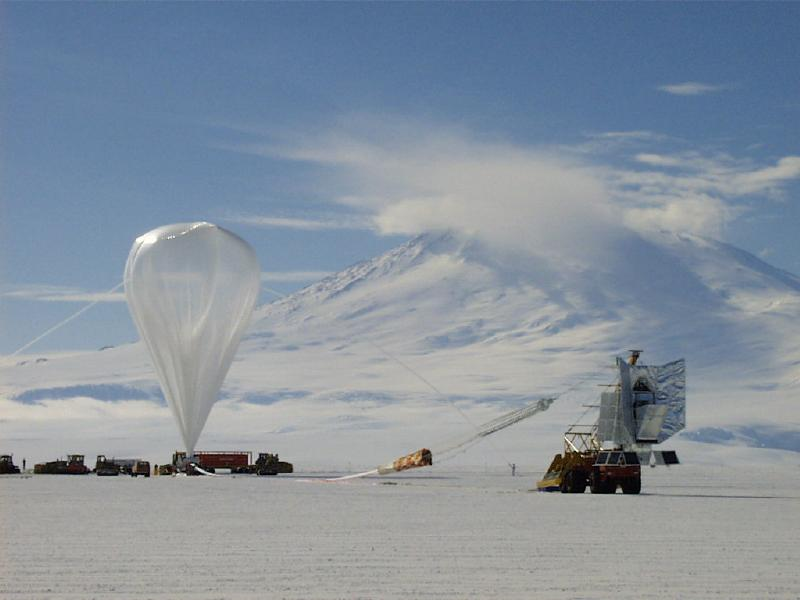
إعداد التلسكوب للإقلاع بالبالون

 اختصار لاسم التجربة الكامل Balloon Observations Of Millimetric Extragalactic Radiation and Geophysics)
وهي تجربة قامت بقياس إشعاع الخلفية الميكروني الكوني لجزء من السماء من خلال ثلاثة بعثات للبالونات على ارتفاعات كبيرة.
وكانت هذه هي أول مرة للقيام بأخذ صور كبيرة واضحة لحرارة الأشعة الخلفية الميكرونية وتغيرها. وباستخدام تلسكوب طار على ارتفاع 42 كيلومتر من سطح الأرض فكان من الممكن خفض امتصاص الجو للموجات الميكرونية (طول موجتها عدة ميكرومترات) إلى أقل حد. وكانت تكلفة تلك التجربة أقل بكثير من تكلفة تلك القياسات التي تتم بواسطة الأقمار الصناعية، إلا أن القياسات كانت منحصرة في جزء من السماء.

## الأجهزة
استخدمت التجربة جهاز بولومتر

لقياس طاقة الأشعة. وقد احتفظت درجة حرارة الجهاز عند درجة 27و0 كلفن مما يجعل الأشعة الخلفية الممتصة في الجهاز تُحدث تغيرا محسوسا في درجة الحرارة، وينتاسب ذلك التغير في درجة الحرارة مع شدة الإشعاع الساقط، ويـُقاس التغير في درجة الحرارة بواسطة ترمومترات حساسة.
وقامت مرآة مقعرة قطر 2و1 متر

بتركيز الأشعة الميكرونية على مستوي البؤرة حيث يوجد 16 عدادا حساسا. وتعمل تلك العدادات عند 145 جيجاهرتز، و 245 جيجاهيرتز و 345 جيجاهيرتز (345 ألف مليون هرتز) وهم منظمين ليكونوا 8 بكسل. وبذلك يمكن قياس جزء صغير من السماء بدقة عالية حيث يلتف التلسكوب من أجل مسح حقل الرؤية بأكمله ويقوم بقياسه.

## النتائج

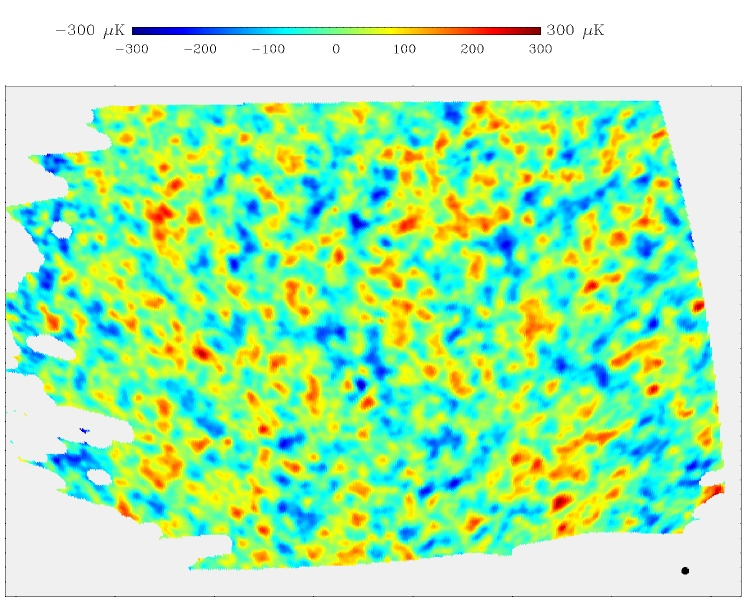
اختلافات في درجة حرارة أشعة الخلفية الكونية.

مثلما أجريت تجارب أخرى مثل ساسكاتون وتوكو وماكسيما وغيرها فقد أجريت تجربة بوميرانج بقياس زاوية السطح للإكسار الأخير بدقة كبيرة بين عامي 1997 و 1998. وعن طريق الربط مع بيانات أخرى مكملة والتي تأخذ ثابت هابل في الحسبان، فقد قامت تجربة بوميرانج بتعيين شكل الكون بأنه مسطح. (أنظر [وصلة مكسورة] و [وصلة مكسورة])، وهذا يدعم التنويه الذي تقدمة المستعرات العظمى عن وجود الطاقة المظلمة.
وقد استطاعت تجربة بوميرانج التي إجريت عام 2003 تعيين خرائطا تتميز بنسبة عالية بين الإشارة المقاسة والشوشرة وتعيين عدم تساوي درجة حرارة إشعاع الخلفية الميكروني الكوني وكذلك استطاعت قياس درجة الاستقطابه.

## قياسات بالأقمار الصناعية
بغرض الحصول على قياسات مستفيضة مثل مسح شامل للسماء وقياس إشعاع الخلفية الميكروني الكوني بدقة كان لا بد من مغادرة سطح الأرض والاتجاه إلى استخدام أقمارا صناعية تحوم في مدارات حول الأرض بعيدا عن الجو، على أن تكون تلك الأقمار مزودة بالتلسكوبات والمطيافات والأجهزة الآزمة للرصد والقياس. فكان مستكشف الخلفية الكونية COBE الذي أطلق عام 1989 وأتم قياساته حتى عام 1993، وخلفه مسبار ويلكينسون لقياس اختلاف الموجات الراديوية الذي بدأ عمله عام 2001.

## اقرأ أيضا
- إشعاع الخلفية الميكروني الكوني
- مرصد القطب الجنوبي
- انفجار عظيم
- نموذج لامبدا-سي دي إم
- مسبار ويلكينسون لقياس اختلاف الموجات الراديوية
- مستكشف الخلفية الكونية